# Johann Nepomuk Hauser

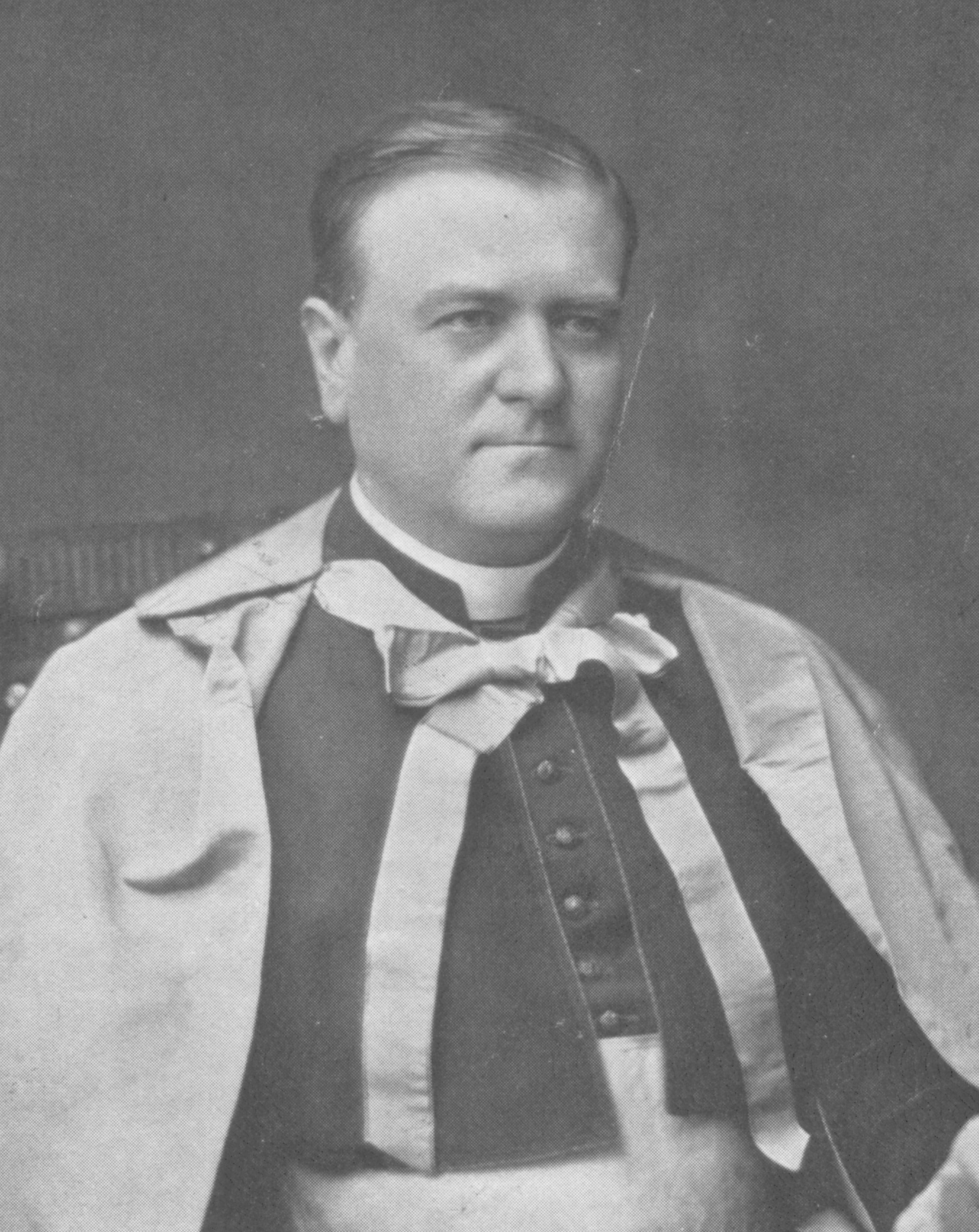
Johann Nepomuk Hauser

Johann Nepomuk Hauser (* 24. März 1866 in Kopfing im Innkreis; † 8. Februar 1927 in Linz) war ein österreichischer römisch-katholischer Priester und Politiker der Christlichsozialen Partei. 

## Lebenslauf

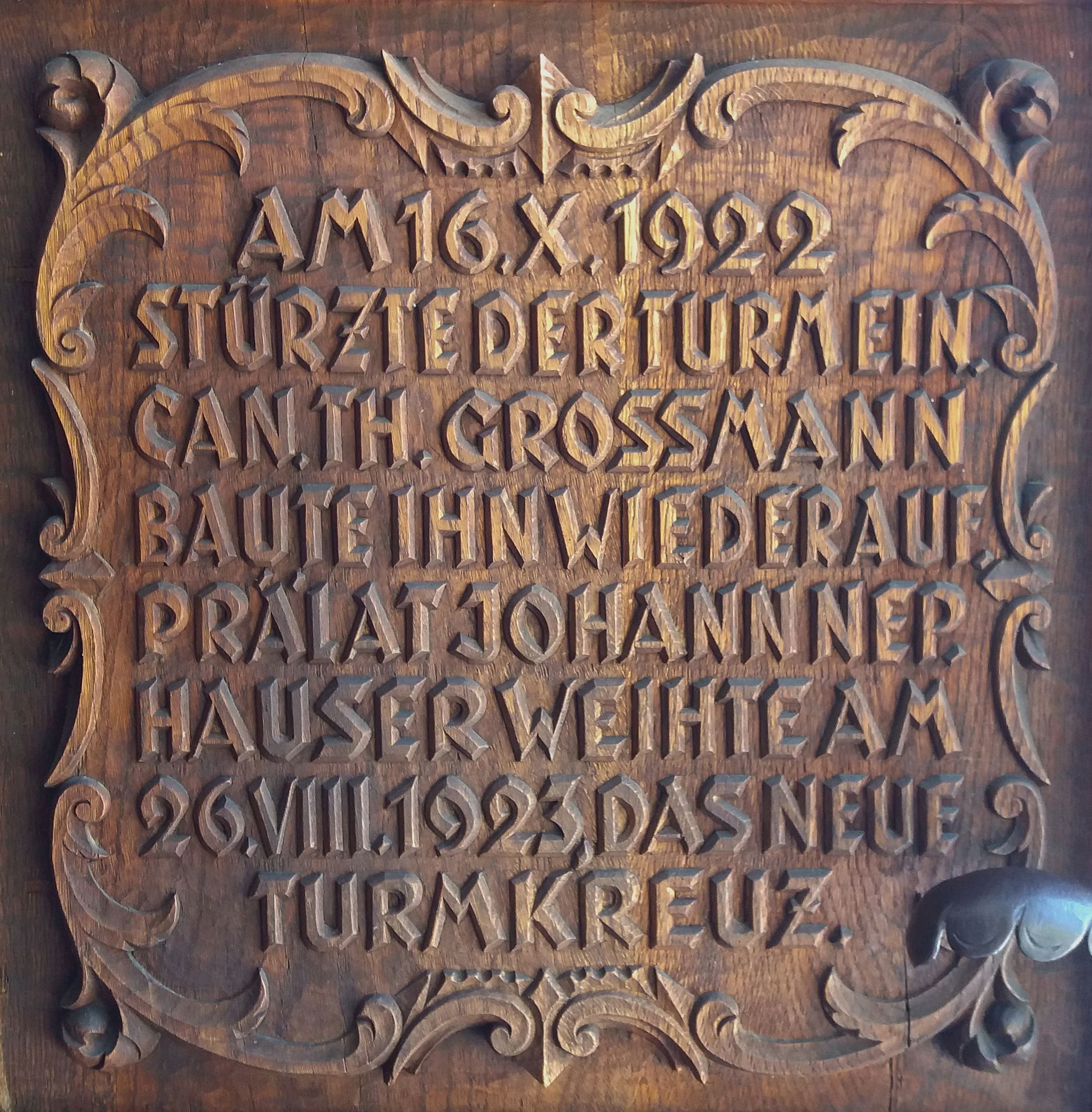
Inschrift am Westportal der Pfarrkirche Taufkirchen an der Pram zum Turmeinsturz 1922 und die Weihe des Neubaus durch Johann Nepomuk Hauser

Johann Nepomuk Hauser besuchte ab 1. Mai 1872 die Volksschule in Natternbach, von 1877 bis 1885 das Jesuitengymnasium am Freinberg. Er studierte von 1885 bis 1889 am Priesterseminar in Linz. Am 4. August 1889 feierte er Primiz in Natternbach. Er war Kaplan in Gaflenz und ab 3. August 1890 in der Vorstadtpfarre Wels, später dann Prälat und Konsistorialrat.
Hauser war von 1891 bis 1927 Sekretär des Oberösterreichischen Volkskredit, ab 15. Jänner 1918 Kanzleidirektor dieses Institutes. Von 1893 bis 1895 war er Redakteur der Christlichen Kunstblätter, außerdem Redakteur der Katholischen Arbeiter-Zeitung. Ab 1897 war er Ausschussmitglied des Katholischen Volksvereins, später Kassier und ab 1903 Schriftführer. Von 1897 bis 1913 war er Rechnungsprüfer des Katholischen Pressvereins, ab 1903 Redakteur des Volksvereinsboten. Von 1918 bis 1920 war er Obmann der Christlich-sozialen Partei.
Hauser war von 1899 bis 1927 Abgeordneter zum oberösterreichischen Landtag, ab 1908 war er auch Reichsratsabgeordneter, von 1908 bis 1927 zugleich Landeshauptmann von Österreich ob der Enns, dann Oberösterreich. 1918, nach dem Ende der österreichisch-ungarischen Monarchie, wurde er am 30. Oktober 1918 statt des zurückgetretenen Jodok Fink einer der drei Präsidenten der Provisorischen Nationalversammlung, am 5. März 1919 schließlich Zweiter Präsident der Konstituierenden Nationalversammlung. Von 1920 bis 1927 war er Abgeordneter zum österreichischen Nationalrat.
Johann Nepomuk Hauser ist bestattet in der Äbtegruft von Stift Wilhering. 
Prälat Hauser war Ehrenbürger der Gemeinde St. Marienkirchen bei Schärding, Mitglied der katholischen Studentenverbindungen KaV Norica Wien, KaV Marco-Danubia Wien, KÖStV Kürnberg Wien und KÖHV Carolina Graz (damals im CV, heute im ÖCV). In Andorf ist die Nepomuk-Hauser-Gasse nach ihm benannt.
Siehe auch: Liste der österreichischen Landeshauptleute